# Изыкчуль (Большеулуйский район)
Изыкчу́ль— посёлок в Большеулуйском районе Красноярского края. Входит в состав Бобровского сельсовета.

## География
Посёлок находится на берегу реки Изыкчульская, у железнодорожной линии Ачинск — Лесосибирск, на расстоянии примерно 24 км (по прямой) к юго-востоку от села Большой Улуй, административного центра района.

### Климат
Климат резко континентальный, с продолжительной морозной зимой и коротким тёплым летом. Средняя температура воздуха самого тёплого месяца (июля) составляет 17,9 °C; самого холодного (января) — −18,2 °C. Продолжительность безморозного периода составляет в среднем 105 дней. Среднегодовое количество атмосферных осадков составляет 474 мм, из которых 341 мм выпадает в период с апреля по октябрь.

## Население
| 2010 |
| ---- |
| 5    |

## Трапспорт
В посёлке находится остановочный пункт Красноярской железной дороги Изык-Чуль.